# Parlamentswahlen in Singapur 2006
- WP: 1
- SDA: 1
- PAP: 82

Die Parlamentswahlen in Singapur 2006 fanden am 6. Mai 2006 statt. Bei dieser 15. Parlamentswahl des Landes wurden 84 Sitze im singapurischen Parlament neu vergeben.

## Hintergründe
55 Kandidaten der People’s Action Party waren ohne Gegenkandidaten und zogen somit kampflos ins Parlament. Die Workers’ Party von Low Thia Khiang und die Democratic Alliance von Chiam See Tong stellten jeweils zwanzig Kandidaten auf, die Democratic Party von Chee Soon Juan sieben.

## Ergebnis
Da in Singapur nach dem Prinzip einer einfachen Mehrheitswahl abgestimmt wird, ergibt sich folgende Sitzverteilung:
| Partei                              | Stimmen   | Sitze |
| ----------------------------------- | --------- | ----- |
| People’s Action Party (PAP)         | 747.860   | 82    |
| Workers’ Party of Singapore (WP)    | 183.604   | 1     |
| Singapore Democratic Alliance (SDA) | 145.902   | 1     |
| Singapore Democratic Party (SDP)    | 45.634    | 0     |
| Summe                               | 1.123.000 | 84    |
| Ungültige Stimmen                   | 26.727    |       |
| Nichtwähler                         | 97.000    |       |
| Gesamtzahl der Stimmberechtigten    | 1.222.884 |       |

Die Wahlbeteiligung lag bei 94,01 %. Ein zu erwartendes Ergebnis, da in Singapur Wahlpflicht besteht.